# Informe sobre las Migraciones en el Mundo
La serie de publicaciones emblemática de la Organización Internacional para las Migraciones (OIM), el Informe sobre las Migraciones en el Mundo, presenta datos e información sobre la "migración humana, así como un análisis de cuestiones migratorias complejas y emergentes.
Publicado cada dos años, el Informe sobre las Migraciones en el Mundo 2024 es la duodécima edición de la serie. 

## Origen
El Informe sobre las Migraciones en el Mundo fue publicado por primera vez por la OIM en 2000 con el objetivo de promover "un mejor entendimiento de los principales movimientos migratorios que están ocurriendo en el mundo". La primera edición buscaba lograr este objetivo proporcionando "una revisión exhaustiva de las tendencias, cuestiones y problemas contemporáneos en el campo de la migración internacional", presentando simultáneamente un "análisis de las tendencias en la migración internacional en cada región principal del mundo" con "una discusión de algunos de los principales temas de política migratoria a los cuales se enfrentan la comunidad internacional".
Las siguientes siete ediciones, publicadas entre 2003 y 2015, se publicaron con intereses temáticos específicos. Con la edición de 2018 del Informe sobre las Migraciones en el Mundo, la primera publicada por la OIM como Agencia de las Naciones Unidas para las Migraciones, se reestructuró el informe en dos partes. La primera parte proporciona "información clave sobre la migración y los migrantes" a través de una exploración de los datos estadísticos disponibles sobre migración. La segunda parte presenta varios capítulos que proporcionan un "análisis equilibrado y basado en evidencia de cuestiones migratorias complejas y emergentes".

## Ediciones

### Informe sobre las Migraciones en el Mundo 2024
El Informe sobre las Migraciones en el Mundo de 2024, la duodécima edición de la serie, mantiene la misma estructura que las ediciones anteriores y ha sido producido "para contribuir a una mejor comprensión de la migración y la movilidad en todo el mundo".La primera parte del informe consta de tres capítulos que presentan datos clave e información sobre la migración a nivel global y regional, mientras que la segunda parte incluye capítulos temáticos sobre cuestiones migratorias altamente relevantes:
- La creciente desigualdad en la migración: ¿qué muestran realmente los datos mundiales?
- Migración y seguridad humana: mitos, nuevas realidades y respuestas
- Género y migración: tendencias, lagunas y medidas urgentes
- Cambio climático, inseguridad alimentaria y movilidad humana: vínculos, datos empíricos e iniciativas
- ¿Hacia una gobernanza mundial de la migración? De la Comisión Mundial sobre las Migraciones Internacionales de 2005 al Foro de Examen de la Migración Internacional de 2022 y más allá
- ¿Una recuperación pospandémica? La migración y la movilidad en el mundo después de la COVID-19

### Informe sobre las Migraciones en el Mundo 2022
El Informe sobre las Migraciones en el Mundo 2022, la undécima edición de la serie, mantiene la misma estructura que las ediciones anteriores y tiene como objetivo "establecer términos claros y precisos sobre los cambios que ocurren en la migración y movilidad a nivel mundial". La primera parte del informe consta de cuatro capítulos, que proporcionan estadísticas actualizadas sobre la migración a nivel global y regional, mientras que la segunda parte considera las siguientes cuestiones temáticas de migración que cambian por cada edición del informe:
- El impacto del COVID-19 en la migración y la movilidad
- Paz, seguridad y migración
- Migración como una escalera de oportunidades
- Desinformación sobre la migración
- Migración y los impactos lentos del cambio climático
- Trata de personas en las vías migratorias
- Inteligencia artificial, migración y movilidad
- Contribuciones de los migrantes a las sociedades

### Informe sobre las Migraciones en el Mundo 2020
El Informe sobre las migraciones en el Mundo 2020, el décimo de la serie, tiene como objetivo contribuir a un mejor entendimiento de la migración en todo el mundo.  Los primeros cuatro capítulos son los mismos de la edición de 2018, los cuales proporcionan estadísticas actualizadas sobre la migración a nivel global y regional, mientras que la segunda parte considera diferentes cuestiones migratorias:
- Contribuciones de los migrantes a las sociedades
- Migración, inclusión y cohesión social
- Migración y salud
- Niños y migración insegura
- Movilidad humana y adaptación al cambio ambiental
- Migrantes atrapados en crisis
- Desarrollos recientes en la gobernanza global de la migración

### Informe sobre las Migraciones en el Mundo 2018
El Informe sobre las Migraciones en el Mundo 2018, a diferencia de los siete informes anteriores que se centraron en un tema específico, busca proporcionar ‘’tanto información general que ayuda a explicar los patrones y procesos de migración, como ideas y recomendaciones sobre los principales problemas que los responsables de la formulación de políticas se enfrentan o se enfrentarán en el futuro".
La primera parte del informe consta de cuatro capítulos producidos por la OIM. Se basa principalmente en análisis realizados por expertos de la OIM, practicantes y funcionarios responsables de todo el mundo, y compila una multitud de datos, información y análisis destinados a mejorar la comprensión de la migración tanto a nivel global como regional. Por el contrario, la segunda parte está elaborada por investigadores aplicados y académicos que trabajan sobre migración y movilidad, y presenta análisis equilibrados y basados en evidencia sobre cuestiones migratorias complejas y emergentes. Específicamente, la segunda sección comprende los siguientes capítulos:
- Gobernanza mundial de la migración: Estructura actual y avances recientes
- Movilidad, migración y conectividad transnacional
- Comprender los trayectos migratorios desde la perspectiva de los migrantes
- La información sobre los migrantes y la migración en los medios de comunicación
- Migración, extremismo violento y exclusión social
- Migrantes y ciudades: Más allá del Informe sobre las Migraciones en el Mundo 2015

### Ediciones temáticas
Las siete ediciones del Informe sobre las Migraciones en el Mundo publicadas entre 2003 y 2015 están organizadas alrededor de un tema central:
- Informe sobre las Migraciones en el Mundo 2015: Los migrantes y las ciudades: Nuevas colaboraciones para gestionar la movilidad[7]
- Informe sobre las Migraciones en el Mundo 2013: El bienestar de los migrantes y el desarrollo[8]
- Informe sobre las Migraciones en el Mundo 2011: Comunicar eficazmente sobre la migración[9]
- Informe sobre las Migraciones en el Mundo 2010: El futuro de la migración: Creación de capacidades para el cambio[10]
- Informe sobre las Migraciones en el Mundo 2008: La gestión de la movilidad laboral en una economía mundial en plena evolución[11]
- Informe sobre las Migraciones en el Mundo 2005: Costos y beneficios de la migración internacional[12]
- Informe sobre las Migraciones en el Mundo 2003: Desafíos y respuestas para las personas en movimiento[13]

### Informe sobre las Migraciones en el Mundo 2000
Como las ediciones más recientes del Informe sobre las Migraciones en el Mundo, la edición de 2000 está dividida en dos partes. La primera examina la magnitud de la migración y las características de los migrantes internacionales, incluyendo: los tipos de movimientos en curso, los factores que contribuyen a la migración y las cuestiones políticas asociadas con estas tendencias. En nueve capítulos separados, la segunda parte revisa las tendencias migratorias y los desarrollos políticos recientes en las principales regiones migratorias del mundo. En paralelo a esta discusión, proporciona un análisis del impacto de la integración de los migrantes, las consecuencias de la migración irregular y el nivel de cooperación interregional entre los estados.

## Usos del informe

### Informe sobre las Migraciones en el Mundo 2024
El Informe sobre las Migraciones en el Mundo 2024 ha sido mencionado en varios medios de comunicación, incluyendo CNN, the Guardian, Euronews, Inter Press Service, El Universal, the Times of India, entre otros.
Al igual que en las ediciones anteriores, el Informe sobre las Migraciones en el Mundo 2024 ha sido citado por revistas, incluyendo el International Journal of Environmental Research and Public Health, el Journal of Ethnic and Migration Studies y el Environmental Science & Policy. 

### Informe sobre las Migraciones en el Mundo 2022
El Informe sobre las Migraciones en el Mundo 2022 ha sido mencionado en varios medios de comunicación alrededor del mundo, como the East African, France 24, La Nación, Associated Press (AP), The Independent, entre otros.
El informe fue citado por varias revistas prestigiosas, como el Journal of Asian and African Studies, the International Journal of Disaster Risk Reduction, el Comparative Migration Studies Journal y Cambridge University Press, entre otros. 
Esta edición también ha sido utilizada en publicaciones de organizaciones internacionales, como el Banco Mundial, la Organización Mundial de la Salud, el Foro Económico Mundial, y por think tanks como el Migration Policy Institute, el Center for American Progress, y el Mixed Migration Centre, entre otros.

### Informe sobre las Migraciones en el Mundo 2020
Medios de comunicación como CNN en Español, el Foro Económico Mundial y Reuters han publicado artículos que utilizan el Informe sobre las Migraciones en el Mundo 2020 como un recurso para discutir las tendencias contemporáneas en materia de migración.
En el ambiente académico también se ha utilizado el informe de 2020, en artículos publicados por Oxford University Press, IZA Institute of Labor Economics, Journal of Ethnic and Migration Studies, así como el International Migration Review, por citar algunos ejemplos.
Muchas organizaciones internacionales han citado el informe, tales como la Comisión Económica para América Latina y el Caribe, el Programa de las Naciones Unidas para el Desarrollo, y la Unión Africana, entre otros.

### Informe sobre las Migraciones en el Mundo 2018
El Informe sobre las Migraciones en el Mundo del 2018 ha sido citado en varias investigaciones. El informe ha sido citado en artículos publicados en la revista académica The Lancet en al menos cinco ocasiones, así como en libros publicados por Cambridge University Press y Oxford University Press.
También ha sido utilizado como fuente en informes producidos por el Gobierno de Finlandia y Save the Children en el Manual SAGE sobre migración internacional, el Informe de Felicidad Mundial de las Naciones Unidas del 2018, y una Enciclopedia de Investigación de Oxford centrada en migrantes y refugiados en África.
En su guía "Immigration Data Matters" (las estadísticas de inmigración son importantes), Instituto de Política Migratoria (MPI por sus siglas en inglés) recomendó el informe como una fuente de "datos actuales e históricos sobre los migrantes internacionales por destino y/o origen.”
El informe de 2018 también se utilizó como recurso de verificación de hechos contra las alegaciones xenofóbicas de las redes sociales.

## Informe sobre las Migraciones en el Mundo 2024
El Informe sobre las Migraciones en el Mundo 2024, el primer informe de la OIM disponible en versión HTML, es la duodécima edición de la serie principal de la OIM y explora los desarrollos recientes en la migración y la movilidad a nivel global. Fue presentado por la directora general de la OIM, Amy E. Pope, el 7 de mayo de 2024 en Dhaka, Bangladés.

### Capítulos del informe
El Informe sobre las Migraciones en el Mundo 2024 comprende 9 capítulos, el primero de los cuales presenta una visión general del informe y discute cómo la migración sigue siendo parte de la solución para muchas economías, sociedades y familias en todo el mundo. Los otros 8 capítulos están destinados a informar las deliberaciones y discusiones políticas actuales y futuras, proporcionando datos clave, una identificación clara de los temas principales, una visión general crítica de la investigación y el análisis, y una discusión de las implicaciones para la investigación y la elaboración de políticas futuras.
El capítulo 2 se basa en fuentes de datos mundiales para proporcionar una visión general de las cifras clave y las tendencias relacionadas con los stocks y flujos de migrantes internacionales, así como las remesas enviadas a nivel internacional. Después de una revisión inicial de los stocks y flujos de migrantes, el capítulo examina estas tendencias para grupos específicos de migrantes, incluidos trabajadores migrantes, estudiantes internacionales, refugiados, solicitantes de asilo y personas desplazadas internamente.
El capítulo 3 se centra en las principales dimensiones regionales y los desarrollos en la migración en seis grandes regiones del mundo: África, Asia, Europa, América Latina y el Caribe, América del Norte y Oceanía. Una descripción general y una breve discusión de las estadísticas clave relacionadas con la población, así como una descripción de las "características y desarrollos principales" en la migración se proporcionan para cada una de estas regiones.
El capítulo 4 apareció por primera vez en el Informe sobre las Migraciones en el Mundo 2022. Examina las siguientes cuestiones "¿quién migra internacionalmente y adónde se dirigen?". Analiza los datos estadísticos diversos y se basa en algunos de los trabajos de investigación existentes sobre los determinantes de la migración y el proceso de toma de decisiones. Muestra una creciente "desigualdad en materia de movilidad", con la mayoría de la migración internacional ocurriendo entre países ricos y excluyendo cada vez más a los países más pobres’.
En una época en la que la desinformación y la transmisión de información errónea sobre la migración y los migrantes son crecientes y cada vez más eficaces, el capítulo 5 analiza la interacción entre la migración, la movilidad y la seguridad humana en entornos contemporáneos. Se basa en conceptualizaciones del tema que han evolucionado en las últimas décadas.
El capítulo 6 proporciona una visión general de las interacciones entre la migración y el género en diferentes lugares del mundo. Se aborda la migración por motivos familiares, la migración para contraer matrimonio y el desplazamiento y se presta especial atención a la migración laboral, uno de los principales tipos de migración en los que más influye el género. Explora cómo el género influye en las experiencias migratorias, incluyendo el desplazamiento, a lo largo del ciclo migratorio.
El capítulo 7 explora las interconexiones entre el cambio climático, la inseguridad alimentaria y la movilidad humana, subrayando la complejidad de sus relaciones en diversos escenarios en todo el mundo. El análisis va más allá de una visión simplista de la movilidad humana como una consecuencia natural.
El capítulo 8 examina las implicaciones de la gobernanza mundial de la migración como un régimen multipartito bajo la dirección de las Naciones Unidas, basándose en los capítulos de dos informes anteriores. Se repasa la evolución de la cooperación internacional en materia de migración desde la Comisión Mundial sobre las Migraciones Internacionales de 2005 hasta el Foro de Examen de la Migración Internacional de 2022.
El noveno y último capítulo del informe examina los efectos transformadores de la pandemia de COVID-19 en la migración y la movilidad global, proporcionando una actualización del capítulo sobre COVID-19 en el informe de 2022. Aborda las preguntas de "¿cómo han cambiado las restricciones de viaje y movimiento desde el último informe? ¿Cómo han evolucionado los modelos de migración y movilidad en el mismo período? ¿Y cuáles son las implicaciones a largo plazo más importantes de estas tendencias?".

### Recepción crítica
Desde su publicación, el Informe sobre las Migraciones en el Mundo 2024 ha recibido numerosos elogios. 
El informe ha sido bien recibido por periódicos, universidades y centros de investigación. Andrew Selee, presidente del Instituto de Política Migratoria, declaró que "[el Informe sobre las Migraciones en el Mundo 2024] es el tipo de libro fundamental de datos, información básica y comprensión básica de la migración que todos deberían tener... [Es] la mejor fuente de datos y tendencias sobre migración que existe".
El Migration Policy Centre ha reconocido su relevancia calificándolo como "una mina de oro de información y análisis".

### Colaboración
El informe es una labor altamente colaborativa, basada en la experiencia del personal de la OIM especializado en programas de migración, desarrollo de políticas, investigación y análisis de la migración, así como en los principales académicos, incluyendo:
- Dr Maruja AB Asis, Scalabrinii Migration Center
- Prof Michael Clemens, George Mason University
- Prof Jonathan Crush, Wilfrid Laurier University
- Prof Elizabeth Ferris, Georgetown Ferris
- Prof Luisa Feline Freier, Universidad del Pacífico
- Jenna Hennebry, Wilfrid Laurier University
- Prof Ahmet İçduygu, Koç University
- Dr Binod Khadria, Global Research Forum on Diaspora and Transnationalism
- Prof Rainer Muenz, Central European University
- Prof Marta Pachocka, Warsaw School of Economics
- Prof Nicola Piper, Queen Mary University of London
- Prof Joseph Teye, University of Ghana
- Prof Brenda Yeoh, Asia Research Institute